# Championnat du monde double mixte de curling 2024
Navigation
Édition précédente Édition suivante
Le Championnat du monde double mixte de curling 2024 se déroule à l'Östersund Arena en Suède du 20 au 27 avril 2024.
Östersund accueille également en parallèle le championnats du monde de curling seniors WCF 2024.
Le format du championnat comporte une phase de poule avec deux groupes qui s'affrontent en tournoi à la ronde de dix équipes. Seize équipes sont issus du précédent championnat et les quatre autres sont issus d'un championnat de qualification ( Allemagne, France, Nouvelle-Zélande et Chine )
Les six meilleures équipes se sont qualifiées pour la phase finale avec les quarts de finales sauf les deux meilleures équipes qui entre directement pour les demi-finales.

## Équipes
| Australie- ♀ Tahli Gill - ♂ Dean Hewitt               | Canada- ♀ Kadriana Lott - ♂ Colton Lott                   | Chine- ♀ Yang Ying - ♂ Tian Jiafeng              | Tchéquie- ♀ Zuzana Paulová - ♂ Tomáš Paul         |
| Danemark - ♀Jasmin Lander - ♂ Henrik Holtermann       | Estonie - ♀Marie Kaldvee - ♂ Harri Lill                   | France - ♀Kseniya Shevchuk - ♂ Wilfrid Coulot    | Allemagne - ♀Lena Kapp - ♂ Sixten Totzek          |
| Italie - ♀Stefania Constantini - ♂ Francesco De Zanna | Japon - ♀Miyu Ueno - ♂ Tsuyoshi Yamaguchi                 | Pays-Bas - ♀Vanessa Tonoli - ♂ Wouter Gösgens    | Nouvelle-Zélande - ♀Courtney Smith - ♂ Anton Hood |
| Norvège - ♀Kristin Skaslien - ♂ Magnus Nedregotten    | Écosse - ♀Sophie Jackson - ♂ Duncan McFadzean             | Corée du Sud - ♀Kim Ji-yoon - ♂ Jeong Byeong-jin | Espagne - ♀Oihane Otaegi - ♂ Mikel Unanue         |
| Suède - ♀Isabella Wranå - ♂ Rasmus Wranå              | Suisse - ♀Briar Schwaller-Hürlimann - ♂ Yannick Schwaller | Turquie - ♀Dilşat Yıldız - ♂ Bilal Ömer Çakır    | États-Unis - ♀Becca Hamilton - ♂ Matt Hamilton    |

## Premier tour
- A l'issue des 18 sessions, les 3 premiers de chaque groupe sont qualifiés pour la phase finale : les 2 premiers directement en demi-finale, les 4 autres en quarts de finale.
- A l'issue des 18 sessions, ces équipes s'affrontent dans un ultime match et le perdant sera relégué
- A l'issue des 18 sessions, ces équipes sont relégués

| Pays      | Athlètes                                      | V | D | V-D      | PP | PC | MG | MP | MB | VP | T%    | DSC   |
| --------- | --------------------------------------------- | - | - | -------- | -- | -- | -- | -- | -- | -- | ----- | ----- |
| Norvège   | Kristin Skaslien / Magnus Nedregotten         | 7 | 2 | –        | 63 | 40 | 38 | 32 | 1  | 12 | 79.6% | 25.43 |
| Suisse    | Briar Schwaller-Hürlimann / Yannick Schwaller | 6 | 3 | 2–1; 1–0 | 67 | 42 | 38 | 28 | 0  | 14 | 77.9% | 23.78 |
| Estonie   | Marie Kaldvee / Harri Lill                    | 6 | 3 | 2–1; 0–1 | 65 | 47 | 32 | 33 | 1  | 7  | 77.2% | 30.26 |
| Italie    | Stefania Constantini / Francesco De Zanna     | 6 | 3 | 1–2; 1–0 | 62 | 46 | 40 | 28 | 0  | 18 | 78.3% | 59.48 |
| Japon     | Miyu Ueno / Tsuyoshi Yamaguchi                | 6 | 3 | 1–2; 0–1 | 56 | 52 | 35 | 35 | 0  | 11 | 79.4% | 23.38 |
| Allemagne | Lena Kapp / Sixten Totzek                     | 4 | 5 | 1–0      | 50 | 59 | 33 | 36 | 0  | 7  | 70.5% | 30.51 |
| Danemark  | Jasmin Lander / Henrik Holtermann             | 4 | 5 | 0–1      | 58 | 64 | 35 | 37 | 0  | 12 | 77.8% | 37.21 |
| Turquie   | Dilşat Yıldız / Bilal Ömer Çakır              | 3 | 6 | –        | 47 | 58 | 33 | 32 | 0  | 9  | 73.4% | 38.88 |
| France    | Kseniya Shevchuk / Wilfrid Coulot             | 2 | 7 | –        | 48 | 75 | 27 | 39 | 0  | 4  | 66.8% | 45.18 |
| Espagne   | Oihane Otaegi / Mikel Unanue                  | 1 | 8 | –        | 36 | 69 | 26 | 37 | 0  | 5  | 66.4% | 41.97 |

| Pays             | Athlètes                          | V | D | V-D      | PP | PC | MG | MP | MB | VP | T%    | DSC   |
| ---------------- | --------------------------------- | - | - | -------- | -- | -- | -- | -- | -- | -- | ----- | ----- |
| Suède            | Isabella Wranå / Rasmus Wranå     | 8 | 1 | 1–0      | 60 | 39 | 37 | 27 | 0  | 11 | 82.8% | 23.58 |
| Canada           | Kadriana Lott / Colton Lott       | 8 | 1 | 0–1      | 82 | 34 | 39 | 23 | 0  | 17 | 85.3% | 20.86 |
| Écosse           | Sophie Jackson / Duncan McFadzean | 6 | 3 | –        | 57 | 50 | 33 | 33 | 0  | 10 | 76.0% | 18.21 |
| Corée du Sud     | Kim Ji-yoon / Jeong Byeong-jin    | 5 | 4 | 1–0      | 55 | 51 | 35 | 31 | 0  | 15 | 76.1% | 27.25 |
| États-Unis       | Becca Hamilton / Matt Hamilton    | 5 | 4 | 0–1      | 59 | 53 | 38 | 30 | 0  | 19 | 75.7% | 40.83 |
| Chine            | Yang Ying / Tian Jiafeng          | 3 | 6 | 2–1; 1–0 | 47 | 63 | 28 | 39 | 0  | 10 | 71.8% | 48.86 |
| Pays-Bas         | Vanessa Tonoli / Wouter Gösgens   | 3 | 6 | 2–1; 0–1 | 40 | 57 | 26 | 37 | 0  | 9  | 72.5% | 28.23 |
| Australie        | Tahli Gill / Dean Hewitt          | 3 | 6 | 1–2; 1–0 | 51 | 61 | 36 | 35 | 0  | 15 | 77.3% | 34.20 |
| Tchéquie         | Zuzana Paulová / Tomáš Paul       | 3 | 6 | 1–2; 0–1 | 44 | 57 | 30 | 32 | 0  | 11 | 68.1% | 28.53 |
| Nouvelle-Zélande | Courtney Smith / Anton Hood       | 1 | 8 | –        | 32 | 62 | 24 | 39 | 0  | 5  | 66.9% | 38.70 |

## Phase finale
Heure locale : UTC+09:00

### Repêchage
26 avril à 10h
| Équipes                   | 1 | 2 | 3 | 4 | 5 | 6 | 7 | 8 | Total |
| ------------------------- | - | - | - | - | - | - | - | - | ----- |
| Turquie (Yıldız / Çakır)  | 1 | 0 | 1 | 0 | 2 | 0 | 0 | X | 4     |
| Tchéquie (Paulová / Paul) | 0 | 3 | 0 | 2 | 0 | 1 | 2 | X | 8     |

| Équipes                    | 1 | 2 | 3 | 4 | 5 | 6 | 7 | 8 | Total |
| -------------------------- | - | - | - | - | - | - | - | - | ----- |
| Australie (Gill / Hewitt)  | 1 | 0 | 1 | 0 | 1 | 0 | 4 | 0 | 7     |
| France (Shevchuk / Coulot) | 0 | 2 | 0 | 1 | 0 | 1 | 0 | 1 | 5     |

Concernant les équipes qui devront passer par le tournoi qualificatif :
- Espagne et Nouvelle-Zélande (qui ont fini dernier de leur groupe)
- Turquie et France qui ont perdu leur match de repêchage.

### Tableau
|  | Quarts de finale | Quarts de finale |                |                        | Demi-finales   | Demi-finales   |  |  | Finale         | Finale         |
|  | Quarts de finale | Quarts de finale |                |                        | Demi-finales   | Demi-finales   |  |  | Finale         | Finale         |
|  |                  |                  |                |                        |                |                |  |  |                |                |
|  | 26 avril à 10h   | 26 avril à 10h   |                |                        | 26 avril à 18h | 26 avril à 18h |  |  | 27 avril à 14h | 27 avril à 14h |
|  | 26 avril à 10h   | 26 avril à 10h   |                |                        | 26 avril à 18h | 26 avril à 18h |  |  | 27 avril à 14h | 27 avril à 14h |
|  | 26 avril à 10h   | 26 avril à 10h   | Norvège        | 6                      |                |                |  |  | 27 avril à 14h | 27 avril à 14h |
|  | Canada           | 5                | Norvège        | 6                      |                |                |  |  | 27 avril à 14h | 27 avril à 14h |
|  | Canada           | 5                | Estonie        | 8                      |                |                |  |  | 27 avril à 14h | 27 avril à 14h |
|  | Estonie          | 6                | Estonie        | 8                      |                |                |  |  | 27 avril à 14h | 27 avril à 14h |
|  | Estonie          | 6                | 26 avril à 18h | 26 avril à 18h         | Estonie        | 4              |  |  |                |                |
|  | 26 avril à 10h   |                  | 26 avril à 18h | 26 avril à 18h         | Estonie        | 4              |  |  |                |                |
|  |                  | Suède            | 26 avril à 18h | 26 avril à 18h         | 8              |                |  |  |                |                |
|  | Suisse           | Suède            | 26 avril à 18h | 26 avril à 18h         | 8              | 8              |  |  |                |                |
|  | Suisse           | Suède            | 6              |                        |                | 8              |  |  |                |                |
|  | Écosse           | Suède            | 6              | 6                      |                |                |  |  |                |                |
|  | Écosse           | Suisse           | 3              | 6                      |                |                |  |  |                |                |
|  |                  | Suisse           | 3              | Match pour la 3e place |                |                |  |  |                |                |
|  |                  |                  |                |                        |                |                |  |  |                |                |
|  | 27 avril à 10h   |                  |                |                        |                |                |  |  |                |                |
|  |                  |                  |                |                        |                |                |  |  |                |                |
|  | Norvège          | 6                |                |                        |                |                |  |  |                |                |
|  | Norvège          | 6                |                |                        |                |                |  |  |                |                |
|  | Suisse           | 5                |                |                        |                |                |  |  |                |                |
|  | Suisse           | 5                |                |                        |                |                |  |  |                |                |

### Quarts de finale
| Équipes                    | 1 | 2 | 3 | 4 | 5 | 6 | 7 | 8 | 9 | Total |
| -------------------------- | - | - | - | - | - | - | - | - | - | ----- |
| Canada (K. Lott / C. Lott) | 1 | 0 | 1 | 0 | 2 | 0 | 1 | 0 | 0 | 5     |
| Estonie (Kaldvee / Lill)   | 0 | 2 | 0 | 1 | 0 | 1 | 0 | 1 | 1 | 6     |

| Équipes                                  | 1 | 2 | 3 | 4 | 5 | 6 | 7 | 8 | Total |
| ---------------------------------------- | - | - | - | - | - | - | - | - | ----- |
| Suisse (Schwaller-Hürlimann / Schwaller) | 0 | 0 | 1 | 1 | 2 | 0 | 4 | 0 | 8     |
| Écosse (Jackson / McFadzean)             | 1 | 1 | 0 | 0 | 0 | 2 | 0 | 2 | 6     |

### Demi-finales
| Équipes                          | 1 | 2 | 3 | 4 | 5 | 6 | 7 | 8 | Total |
| -------------------------------- | - | - | - | - | - | - | - | - | ----- |
| Norvège (Skaslien / Nedregotten) | 0 | 2 | 0 | 2 | 0 | 2 | 0 | 0 | 6     |
| Estonie (Kaldvee / Lill)         | 1 | 0 | 1 | 0 | 3 | 0 | 2 | 1 | 8     |

| Équipes                                  | 1 | 2 | 3 | 4 | 5 | 6 | 7 | 8 | Total |
| ---------------------------------------- | - | - | - | - | - | - | - | - | ----- |
| Suède (I. Wranå / R. Wranå)              | 1 | 0 | 0 | 2 | 0 | 2 | 1 | X | 6     |
| Suisse (Schwaller-Hürlimann / Schwaller) | 0 | 1 | 1 | 0 | 1 | 0 | 0 | X | 3     |

### Troisième place
| Équipes                                  | 1 | 2 | 3 | 4 | 5 | 6 | 7 | 8 | Total |
| ---------------------------------------- | - | - | - | - | - | - | - | - | ----- |
| Norvège (Skaslien / Nedregotten)         | 1 | 0 | 1 | 0 | 3 | 0 | 0 | 1 | 6     |
| Suisse (Schwaller-Hürlimann / Schwaller) | 0 | 1 | 0 | 2 | 0 | 1 | 1 | 0 | 5     |

### Finale
| Équipes                     | 1 | 2 | 3 | 4 | 5 | 6 | 7 | 8 | Total |
| --------------------------- | - | - | - | - | - | - | - | - | ----- |
| Estonie (Kaldvee / Lill)    | 1 | 0 | 0 | 1 | 0 | 2 | 0 | 0 | 4     |
| Suède (I. Wranå / R. Wranå) | 0 | 2 | 1 | 0 | 2 | 0 | 2 | 1 | 8     |